# Tectaria michleriana
Tectaria michleriana är en ormbunkeart som först beskrevs av Daniel Cady Eaton, och fick sitt nu gällande namn av David Bruce Lellinger. Tectaria michleriana ingår i släktet Tectaria och familjen Tectariaceae. Inga underarter finns listade.